# Фрис, Эллен
Эллен Фрис (швед. Ellen Fries, 23 сентября 1855 — 31 марта 1900) — шведская писательница и феминистка. Первая шведка, получившая степень доктора философии.

## Биография
Эллен Фрис родилась в деревне Тёрнсфалль, в лене Кальмар в 1855 г. Её родителями были полковник Патрик Константин Фрис и Беата Мария Боргстрём. Замужем Эллен не была и почти всю жизнь прожила с родителями. У Эллен было слабое здоровье, поэтому её учила мама дома. В 11 лет она с матерью поехала в Швейцарию для лечения, где провела 14 месяцев.
В 14 лет Эллен поступила в Стокгольме в старшие классы школы Åhlinska flickskolan, основанной Карин Олин, затем училась в Wallinska skolan, которую окончила в 1974 г., получив профессиональное образование. В дальнейшем Эллен училась иностранным языкам в Париже и Лейпциге, затем преподавала в Wallinska skolan в 1875—1877 гг.
В 1870 г. шведские университеты были открыты и для женщин. В 1877 г. Эллен поступила в Уппсальский университет, где изучала историю, скандинавские языки и политологию, получила стипендию. 31 мая 1883 г. она стала первой шведкой, получившей степень доктора философии. Затем в 1884—1886 гг. она работала преподавателем истории в Wallinska skolan, с 1885 гг. работала в Åhlinska flickskolan, а с 1890 г. стала её директором.
Эллен также принимала участие в журналистской и политической деятельности. С 1881 г. в газете Tidskrift för hemmet, основанной Софи Адлерспарре, она публиковала биографии женщин, была одной из редакторов этой газеты в 1883—1885 гг., а также писала статьи для журнала Dagny, Framåt, Verdandi, Hemåt, Nya Idun, Stockholms Dagblad, Aftonbladet, а также для словаря Nordisk Familjebok. В 1884 г. она была одной из шести учредительниц феминистского движения Fredrika Bremer-förbundet. В 1896 г. она инициировала создание Svenska Kvinnors Nationalförbund («Шведского женского совета») и одной из соучредительниц женского общества Nya Idun.
Эллен Фрис скончалась в 1900 г. от аппендицита, была похоронена в Стокгольме.